# Federación Alemana de Sindicatos
La Federación Alemana de Sindicatos (en alemán: Deutscher Gewerkschaftsbund, abreviado DGB) es la principal central sindical de la República Federal de Alemania (RFA). 
La DGB fue fundada después de la Segunda Guerra Mundial, el 12 de octubre de 1949 en Múnich, y estaba formada por 16 sindicatos a nivel de ramo de la producción. Casi todos los trabajadores de la antigua RFA estaban afiliados a esta federación sindical, alcanzando en 2013 la cifra de más de 6 millones de afiliados. 

## Estructura organizativa
- ver.di - Vereinte Dienstleistungsgeschwerkschaft

Sindicato Unido de Servicios
- IG Metall

Sindicato Industrial del Metal
- IG Bauen Agrar Umwelt (IG BAU)

Sindicato industrial de Construcción-agricultura-medio ambiente
- IG Bergbau, Chemie, Energie (IG BCE)

Sindicato industrial de Minería, Química, Energía
- Gewerkschaft Erziehung und Wissenschaft (GEW)

Sindicato de Educación y Ciencia
- Nahrung, Genuss, Gaststätten (NGG)

Sindicato de Hostelería, Alimentación e Industrias Afines
- Gewerkschaft der Polizei (GdP)

Sindicato de la Policía
- EVG

Sindicato de trabajadores ferroviarios de Alemania

composición de DGB el año 2017

## Presidentes
- 1949–1951 Hans Böckler
- 1951–1952 Christian Fette
- 1952–1956 Walter Freitag
- 1956–1962 Willi Richter
- 1962–1969 Ludwig Rosenberg
- 1969–1982 Heinz-Oskar Vetter
- 1982–1990 Ernst Breit
- 1990–1994 Heinz-Werner Meyer
- 1994–2002 Dieter Schulte
- 2002-2014 Michael Sommer
- 2014-fecha Reiner Hoffmann